# Étang du Moulin neuf
L'étang du Moulin neuf est un étang de la commune de Malansac (Morbihan), limitrophe de celles de Pluherlin et Rochefort-en-Terre. Sa superficie est de 14 ha. Ce plan d'eau artificiel a été creusé dans la seconde moitié du XXe siècle.

## Histoire
Les cartes de Cassini et le cadastre de 1840 attestent la présence d'un étang naturel autrefois. Asséché au cours du XIXe siècle pour créer de nouveaux terrains agricoles, il fut recreusé dans les années 1970, pour les besoins touristiques, l'inondation étant facile de par les nombreux ruisseaux traversant le terrain. Avant que le plan d'eau ne soit creusé, l'actuel restaurant accueillait une des fermes les plus importantes de la commune, qui employait de nombreux domestiques. L'étang est la propriété de Questembert Communauté.

## Géographie

### Hydrologie
L'étang du Moulin neuf est alimenté par plusieurs ruisseaux, dont les plus importants sont le ruisseau de Saint-Gentien et le ruisseau de l'Enfer, qui se rejoignent à son entrée Ouest. Son émissaire est le Gueuzon (dit aussi ruisseau de Saint-Gentien), un affluent en rive droite de l'Arz dont la vallée encaissée contourne la colline de Rochefort-en-Terre.
La profondeur de l'étang varie entre 50 cm et 3 m, les profondeurs les plus importantes étant situées près de la digue, au nord de l'étang.

### Localisation
L'étang est situé au nord-ouest de la commune de Malansac, à quelque 4 km du bourg. Sa rive nord appartient aux communes de Pluherlin et Rochefort-en-Terre, à moins d'un kilomètre de chacun des deux bourgs. L'étang est situé à une altitude de 42 m.

## Activités
L'étang du Moulin neuf est doté d'une base de loisirs, avec une plage aménagée et surveillée en été. Depuis le 19 mars 2019, la baignade est autorisée mais sans surveillance. Des contrôles de l'eau y sont effectués tous les 15 jours en période estivale.
Une base de loisirs le "Moulin Neuf Aventure" y propose des activités nautiques (kayak, canoë, stand up paddle et pédalo), cycles (location de vélo, kart à pédales, rosalie)  et sensations (tyroliennes, parcours dans les arbres). On y trouve également des terrains des tennis, un village de vacances, des jeux pour enfants et des aires de pique-nique.
Le restaurant Auberge du Moulin Neuf vous accueille avec sa terrasse vue sur le plan d'eau. 

### Pêche
L'étang est classé en deuxième catégorie : on peut y pêcher des carnassiers (brochets, perches), des anguilles et des poissons blancs (gardon, rotengles, brèmes, tanches, carpes). La pêche de nuit de la carpe est autorisée.